# Helleborus caucasicus
Helleborus caucasicus là một loài thực vật có hoa trong họ Mao lương. Loài này được A. Braun mô tả khoa học đầu tiên năm 1853.